# Gare de Vern
La gare de Vern (dite aussi Vern-sur-Seiche) est une gare ferroviaire française de la ligne de Châteaubriant à Rennes, située sur le territoire de la commune de Vern-sur-Seiche, dans le département d'Ille-et-Vilaine en région Bretagne.
C'est une halte voyageurs de la Société nationale des chemins de fer français (SNCF) desservie par des trains express régionaux du réseau TER Bretagne, circulant entre Rennes et Châteaubriant.

## Situation ferroviaire
Établie à 55 mètres d'altitude, la gare de Vern est située au point kilométrique (PK) 50,491 de la ligne de Châteaubriant à Rennes, entre les gares de Rennes-La Poterie et Saint-Armel.

## Histoire
La gare de Vern est inaugurée dès la mise en place de la ligne en 1881.

## Fréquentation
De 2015 à 2023, selon les estimations de la SNCF, la fréquentation annuelle de la gare s'élève aux nombres indiqués dans le tableau ci-dessous.
| Année     | 2015  | 2016  | 2017  | 2018  | 2019  | 2020  | 2021  | 2022   | 2023   |
| --------- | ----- | ----- | ----- | ----- | ----- | ----- | ----- | ------ | ------ |
| Voyageurs | 9 368 | 9 349 | 6 678 | 7 889 | 6 696 | 6 368 | 7 695 | 10 521 | 12 430 |

## Service des voyageurs

### Accueil
Halte SNCF, c'est un point d'arrêt non géré (PANG) à entrée libre, qui dispose d'un quai avec un abri. Elle est située dans la zone de validité des titres de transport intermodaux Unipass de Rennes Métropole,.

### Desserte
Vern est desservie par des trains TER Bretagne qui circulent entre les gares de Rennes et Châteaubriant.

### Intermodalité
La gare est desservie à distance par les lignes de bus 75 et 175ex du STAR, à l'arrêt Moulin situé à près de 400 m de la gare, via la voie publique ainsi que par la ligne 232 du même réseau à l'arrêt Vern Gare. Un parking pour les véhicules est aménagé.